# Ichneumon mussii
Ichneumon mussii är en stekelart som beskrevs av Julius Theodor Christian Ratzeburg 1848. Ichneumon mussii ingår i släktet Ichneumon och familjen brokparasitsteklar. Inga underarter finns listade i Catalogue of Life.